# Айронтон (Міннесота)
Айронтон (англ. Ironton) — місто (англ. city) в США, в окрузі Кроу-Вінг штату Міннесота. Населення — 576 осіб (2020).

## Географія
Айронтон розташований за координатами 46°28′55″ пн. ш. 94°0′14″ зх. д. / 46.48194° пн. ш. 94.00389° зх. д. (46.481855, -94.003960).  За даними Бюро перепису населення США в 2010 році місто мало площу 5,17 км², з яких 3,82 км² — суходіл та 1,35 км² — водойми. В 2017 році площа становила 5,53 км², з яких 3,70 км² — суходіл та 1,83 км² — водойми.

## Демографія
Згідно з переписом 2010 року, у місті мешкали 572 особи в 261 домогосподарстві у складі 135 родин. Густота населення становила 111 особа/км².  Було 299 помешкань (58/км²).
Расовий склад населення:
| - 95,8 % — білих - 1,0 % — корінних американців - 0,3 % — азіатів - 0,2 % — вихідців з тихоокеанських островів |

До двох чи більше рас належало 2,3 %. Частка іспаномовних становила 1,2 % від усіх жителів.
За віковим діапазоном населення розподілялося таким чином: 27,8 % — особи молодші 18 років, 54,9 % — особи у віці 18—64 років, 17,3 % — особи у віці 65 років та старші. Медіана віку мешканця становила 36,7 року. На 100 осіб жіночої статі у місті припадало 91,3 чоловіків;  на 100 жінок у віці від 18 років та старших — 86,0 чоловіків також старших 18 років.
Середній дохід на одне домашнє господарство  становив 40 301 долар США (медіана — 29 844), а середній дохід на одну сім'ю — 45 206 доларів (медіана — 32 292). За межею бідності перебувало 36,5 % осіб, у тому числі 50,8 % дітей у віці до 18 років та 31,3 % осіб у віці 65 років та старших.
Цивільне працевлаштоване населення становило 348 осіб. Основні галузі зайнятості: освіта, охорона здоров'я та соціальна допомога — 37,4 %, будівництво — 12,1 %, мистецтво, розваги та відпочинок — 11,8 %.